# Giuseppe De Vita
Giuseppe De Vita (ur. 4 czerwca 1982 w Neapolu) – włoski wioślarz, reprezentant Włoch w wioślarskiej dwójce bez sternika podczas Letnich Igrzysk Olimpijskich w Pekinie.

## Osiągnięcia
- Mistrzostwa Świata Juniorów – Płowdiw 1999 – dwójka podwójna – 4. miejsce[1].
- Mistrzostwa Świata Juniorów – Zagrzeb 2000 – dwójka podwójna – 1. miejsce[1].
- Mistrzostwa Świata – Sewilla 2002 – dwójka bez sternika – 11. miejsce[1].
- Mistrzostwa Świata – Mediolan 2003 – dwójka bez sternika – 5. miejsce[1].
- Igrzyska Olimpijskie – Ateny 2004 – dwójka bez sternika – 8. miejsce[1][2].
- Mistrzostwa Świata – Gifu 2005 – czwórka bez sternika – 7. miejsce[1].
- Mistrzostwa Świata – Eton 2006 – dwójka bez sternika – 8. miejsce[1].
- Mistrzostwa Świata – Monachium 2007 – ósemka – 15. miejsce[1][2].
- Mistrzostwa Europy – Poznań 2007 – dwójka bez sternika – 3. miejsce[1].
- Igrzyska Olimpijskie – Pekin 2008 – dwójka bez sternika – 5. miejsce (w półfinałach)[1][2].